# Universität Weliko Tarnowo
Die St.-Kyrill-und-St.-Method-Universität in Weliko Tarnowo, Bulgarien (bulgarisch Великотърновски университет „Св. св. Кирил и Методий“) ist eine am 15. September 1963 als Pädagogische Hochschule gegründete Universität.
Die ersten Studiengänge waren Bulgarische Philologie, Russische Philologie, Geschichtswissenschaft und Kunsterziehung. Seitdem ist die Hochschule beträchtlich gewachsen und bietet heute mehr als sechzig Disziplinen an acht Fakultäten an und hat Außenstellen in Plewen und Wraza. Es ist die größte bulgarische Universität außerhalb von Sofia.

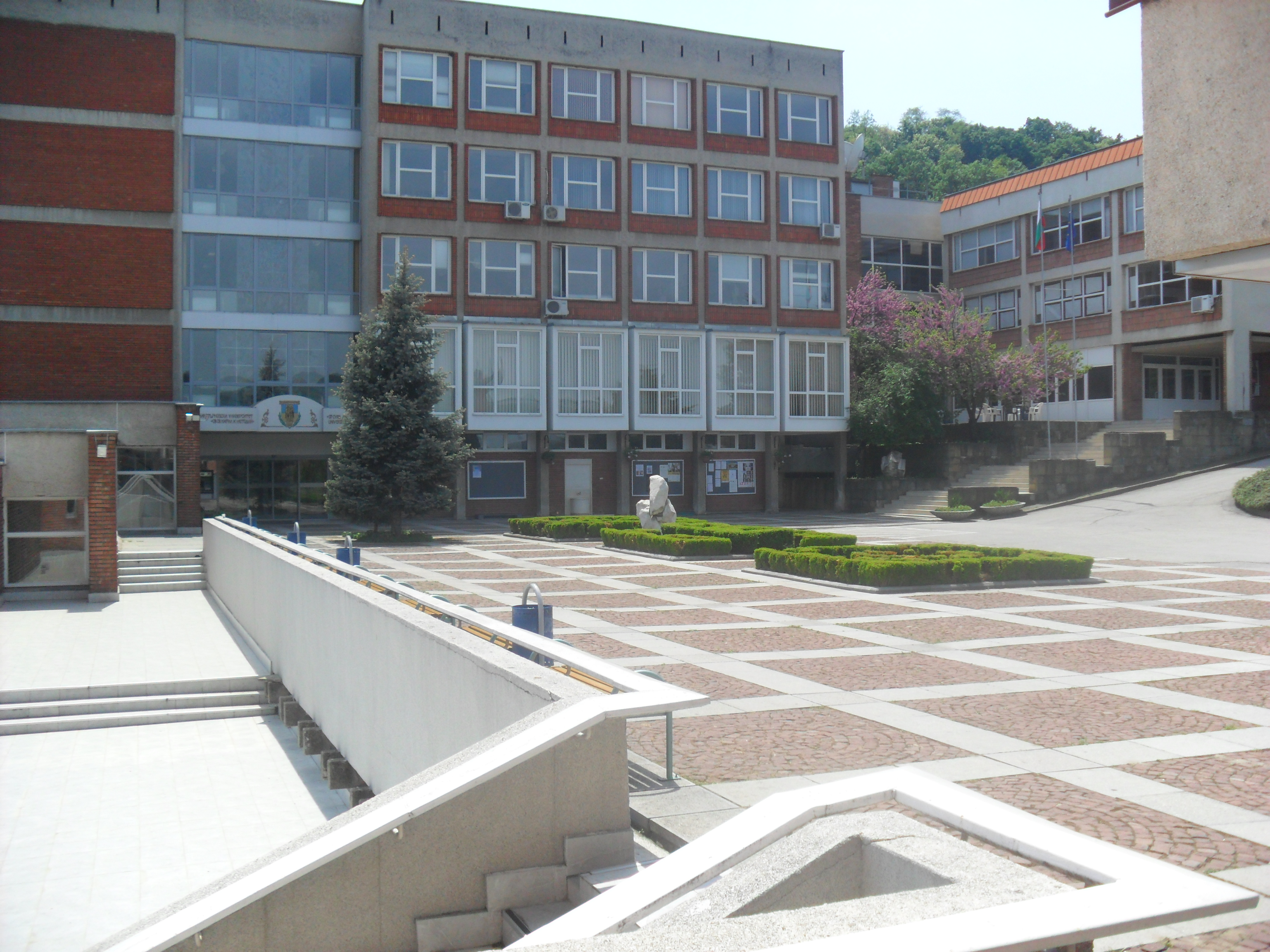
Universität Weliko Tarnowo

## Fakultäten
- Wirtschaftswissenschaft
- Mathematik und Informatik
- Erziehungswissenschaft
- Fakultät der schönen Künste
- Geschichtswissenschaft
- Jura
- Moderne Sprachen
- Orthodoxe Theologie
- Philosophie